# حاتم بلال
حاتم بلال (انگلیسی: Hatem Belal؛ زادهٔ ۳۰ ژانویهٔ ۱۹۹۴) یک ورزشکار اهل عربستان سعودی است.
از باشگاه‌هایی که در آن بازی کرده‌است می‌توان به باشگاه فوتبال الانصار عربستان سعودی و باشگاه فوتبال الوحده عربستان سعودی اشاره کرد.